# CD5
CD5 (Cluster de différenciation 5) est une protéine exprimée à la surface des lymphocytes T ainsi que par une sous-classe de lymphocytes B sécrétant des IgM (lymphocytes B1 (en)). CD5 est également appelée Leu1.
CD5 fut utilisé comme marqueur des lymphocytes T jusqu'à ce que des anticorps monoclonaux dirigés contre CD3 soient développés.

## Caractéristiques et structure
La protéine humaine CD5 est constituée de 495 acides aminés et a un poids moléculaire d'environ 54,6 kDa (longueur et poids moléculaire de la protéine précurseur). Cette protéine est codée par le gène CD5, gène situé sur le chromosome 11 humain (11q12.2). Il est constitué de 11 exons pour une longueur de 24 kb.

## Expression
Les lymphocytes T expriment CD5 à un niveau plus élevé que les lymphocytes B1. L'expression de cette protéine est d'ailleurs stimulée après que les cellules T aient été fortement activées. Dans le thymus, il y a une corrélation entre le niveau d'expression de CD5 et la force de l'interaction entre la cellule T et les peptides du soi.

## Fonctions
Les lymphocytes B1 ont des récepteurs ayant une faible diversité due au manque de l'enzyme TdT (terminal deoxynucleotidyl transferase). Cette diversité limitée fait que ces cellules B peuvent être potentiellement réactives contre le soi. CD5 sert à atténuer les signaux d'activation induits par le récepteur des cellules B. De cette manière, les cellules B1 ne peuvent être activées que par de très forts stimuli (tels que des antigènes bactériens) et pas par les antigènes du soi.
Le ligand de CD5 est la protéine CD72.